# Baniana omoptila
Baniana omoptila är en fjärilsart som beskrevs av Pierre E.L. Viette 1956. Baniana omoptila ingår i släktet Baniana och familjen nattflyn. Inga underarter finns listade i Catalogue of Life.